# ريتشارد كاب
ريتشارد كاب (بالإنجليزية: Richard Kapp)‏ هو موزع أمريكي، ولد في 9 أكتوبر 1936، وتوفي في 4 يونيو 2006.

## وصلات خارجية
- ريتشارد كاب على موقع IMDb (الإنجليزية)
- ريتشارد كاب على موقع ميوزك برينز (الإنجليزية)
- ريتشارد كاب على موقع قاعدة بيانات برودواي على الإنترنت (الإنجليزية)
- ريتشارد كاب على موقع أول ميوزيك (الإنجليزية)
- ريتشارد كاب على موقع ديسكوغز (الإنجليزية)